# Кенија на Светском првенству у атлетици у дворани 2018.
Кенија је учествовала на 17. Светском првенству у атлетици у дворани 2018. одржаном у Бирмингему (Уједињено Краљевство) од 1. до 4. марта седамнаести пут, односно учествовала је на свим првенствима до данас. Кенија је пријавила 7 учесника (3 мушкарца и 4 жене), који су се такмичили у 5 дисциплина (2 мушке и 3 женске).,
На овом првенству Кенија је по броју освојених медаља делила 24. место са 1 бронзаном медаљом.
У табели успешности према броју и пласману такмичара који су учествовали у финалним такмичењима (првих 8 такмичара) Кенија је са 5 учесника у финалу делила 13. место са 19 бодова.
| Плас. | Земља  | 1. место | 2. место | 3. место | 4. место | 5. место | 6. место | 7. место | 8. место | Бр. финал. | Бод. |
| ----- | ------ | -------- | -------- | -------- | -------- | -------- | -------- | -------- | -------- | ---------- | ---- |
| =13.  | Кенија | 0        | 0        | 1        | 1        | 1        | 0        | 2        | 0        | 5          | 19   |

## Учесници
| Мушкарци: - Винцент Кибет — 1.500 м - Бетвел Бирген — 3.000 м - Давис Киплангат — 3.000 м | Жене: - Маргарет Ниаирера Вамбуа — 800 м - Вини Чебет — 800 м, 1.500 м - Беатрис Чепкоеч — 1.500 м - Хелен Онсандо Обири — 3.000 м |  |

## Освајачи медаља (1)

### Бронза (1)
- Бетвел Бирген — 3.000 м

## Резултати

### Мушкарци
| Атлетичар       | Дисциплина | Лични рекорд | Квалификације | Квалификације | Финале   | Финале      | Детаљи |
| Атлетичар       | Дисциплина | Лични рекорд | Резултат      | Место         | Резултат | Место       | Детаљи |
| --------------- | ---------- | ------------ | ------------- | ------------- | -------- | ----------- | ------ |
| Винцент Кибет   | 1.500 м    | 3:34,91      | 3:44,26 КВ    | 2. у гр. 2    | 4:02,32  | 9 / 19 (24) |        |
| Бетвел Бирген   | 3.000 м    | 7:37,17      | 7:45,06 кв    | 5. у гр. 1    | 8:15,70  |             |        |
| Давис Киплангат | 3.000 м    | 7:42,38      | 7:48,26 КВ    | 2. у гр. 2    | 8:18,03  | 7 / 16 (22) |        |

### Жене
| Атлетичарка              | Дисциплина | Лични рекорд | Квалификације    | Квалификације    | Финале                | Финале                | Детаљи |
| Атлетичарка              | Дисциплина | Лични рекорд | Резултат         | Место            | Резултат              | Место                 | Детаљи |
| ------------------------ | ---------- | ------------ | ---------------- | ---------------- | --------------------- | --------------------- | ------ |
| Маргарет Ниаирера Вамбуа | 800 м      | 2:00,44      | Дисквалификована | Дисквалификована | није се квалификовала | није се квалификовала |        |
| Вини Чебет               | 800 м      | 2:02,67      | 2:18,31 ЛРС      | 5. у гр. 1       | није се квалификовала | 14 / 15               |        |
| Вини Чебет               | 1.500 м    | 4:07,86      | 4:05,81 КВ, ЛР   | 2. у гр. 3       | 4:12,08               | 5 / 25 (26)           |        |
| Беатрис Чепкоеч          | 1.500 м    | 4:02,21      | 4:09,12 КВ       | 1. у гр. 2       | 4:13,59               | 7 / 25 (26)           |        |
| Хелен Онсандо Обири      | 3.000 м    | 8:29,41 НР   |                  |                  | 8:49,66               | 4 / 14                |        |